# Petrogradskaja
Petrogradskaja in russo Петроградская? è una stazione situata sulla Linea Moskovsko-Petrogradskaja, la Linea 2 della metropolitana di San Pietroburgo. È stata inaugurata il 1º luglio 1963.